# Transfermarkt
Transfermarkt là một website có trụ sở tại Đức thuộc sở hữu của Axel Springer có các thông tin về bóng đá như tỉ số, kết quả, thống kê, tin tức chuyển nhượng và lịch thi đấu. Theo IVW, website nằm trong top 25 website Đức được truy cập nhiều nhất và là một trong những website thể thao lớn nhất, chỉ đứng sau kicker.de.
Website có tỉ số, kết quả các trận đấu, tin tức chuyển nhượng, lịch thi đấu và giá trị của cầu thủ. Mặc dù các giá trị của cầu thủ, cùng với một số dữ kiện khác, chỉ là ước tính, các nhà nghiên cứu từ Trung tâm Hiệu suất Kinh tế đã phát hiện ra rằng "tin đồn" về việc chuyển nhượng cầu thủ phần lớn là chính xác.
Các thông tin về giá trị cầu thủ thường được cập nhật vài tháng một lần, xem xét cách hoạt động của thị trường bóng đá, những giá trị này có thể thấp hơn hoặc cao hơn một chút so với giá hiện tại của cầu thủ.

## Lịch sử
Website được thành lập vào tháng 5 năm 2000, bởi Matthias Seidel để theo dõi các cầu thủ mà SV Werder Bremen muốn ký hợp đồng trước khi mở rộng sang các đội khác. Website ban đầu tập trung vào cầu thủ, nhưng dần dần mở rộng ra cả các người đại diện cầu thủ, huấn luyện viên, giám đốc điều hành của đội bóng. Năm 2008, Axel Springer đã mua lại 51% cổ phần của website, Seidel vẫn giữ 49% cổ phần còn lại. Phiên bản tiếng Anh được ra mắt vào năm 2009.
Vào ngày 19 tháng 5 năm 2014, một cuộc cập nhật lớn đã diễn ra và được gọi là "phiên bản 4". Trong bản cập nhật này, có cả vấn đề về kỹ thuật máy chủ cũng như dữ liệu về pháp lý, vì dữ liệu riêng tư hiển thị cho những người dùng khác trong một khoảng thời gian không xác định. Trong 48 giờ, website chỉ có số lượng cầu thủ rất hạn chế, dẫn đến việc xuất hiện nhiều khiếu nại trên Facebook. Những lời chỉ trích lớn nhất từ người dùng là thiết kế mới khó hiểu. Do đó, Transfermarkt đã công khai xin lỗi về các sự cố và vấn đề đã gây ra trong quá trình cập nhật.
Tính đến năm 2021, website có 39 triệu người truy cập hàng tháng và 680.000 người đăng ký.